# 陳智深 (南朝)
陈智深，南北朝南陈、隋朝人物，萧摩诃的部下。
陈智深是骑兵出身，勇力过人，太建十四年（582年）陳叔陵作乱时，陈智深迎面将陈叔陵刺落马下。陈智深以平定陈叔陵之功，被陈后主授为巴陵内史，封游安县子。仁寿四年（604年）萧摩诃参与汉王楊諒之乱被杀，他的儿子们先已经被籍没，陈智深为萧摩诃收尸，亲手为他入殓停柩，悲伤之情感动路人，君子认为他是义士。